# Rover Streetwise
La Rover Streetwise est une citadine polyvalente aux attributs de crossover baroudeur fabriquée par l'ancien constructeur automobile britannique MG Rover de fin 2003 à 2005. Elle est dérivée de la Rover 25. La Streetwise était produite à Longbridge aux côtés des Rover 25, 45 et 75.

## Historique
Dans le contexte du début des années 2000, qui voit exploser les ventes de petits SUV et les variantes tout-chemin de modèles "grand public", la Streetwise est attendue par les clients de la marque. La mauvaise santé financière de Rover se faisant ressentir mais l'arrivée de ce modèle se veut rassurante ; ce sera cependant, bien que nul ne le sache encore, la toute dernière nouveauté de la gamme Rover avant sa disparition. Le succès, quoique modeste, est au rendez-vous, mais ne parviendra pas à sortir le constructeur du gouffre.
La Streetwise aura une carrière très courte, puisqu'elle dura moins de deux ans. Elle n'aura donc pas vraiment eu le temps de s'imposer sur le marché : lancée en 2004, sa production s'arrête à la faillite du groupe MG-Rover en avril 2005, comme tous les autres modèles de la marque. Au total, environ 15 000 exemplaires de la Streetwise ont été produits.

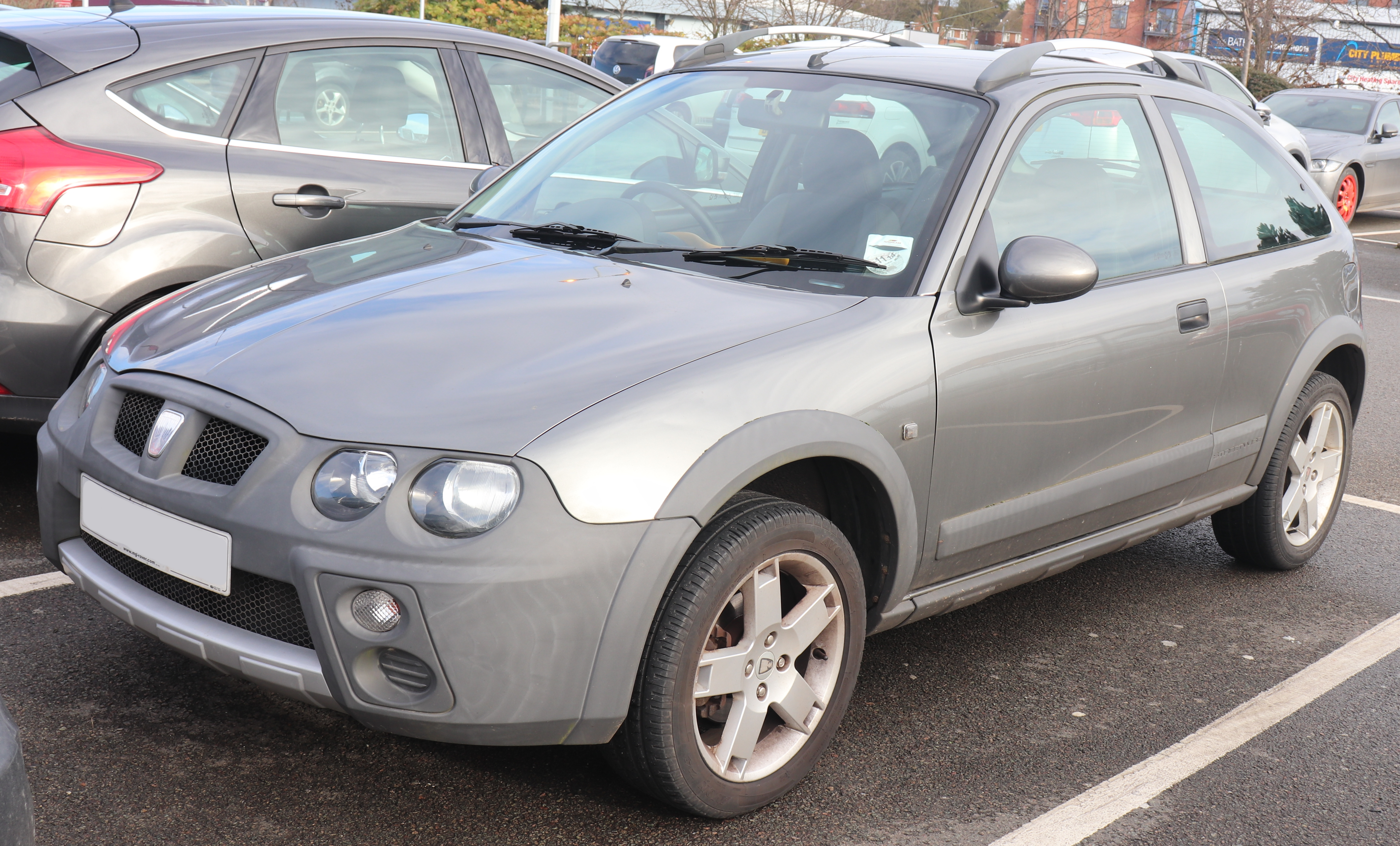
Vue avant.
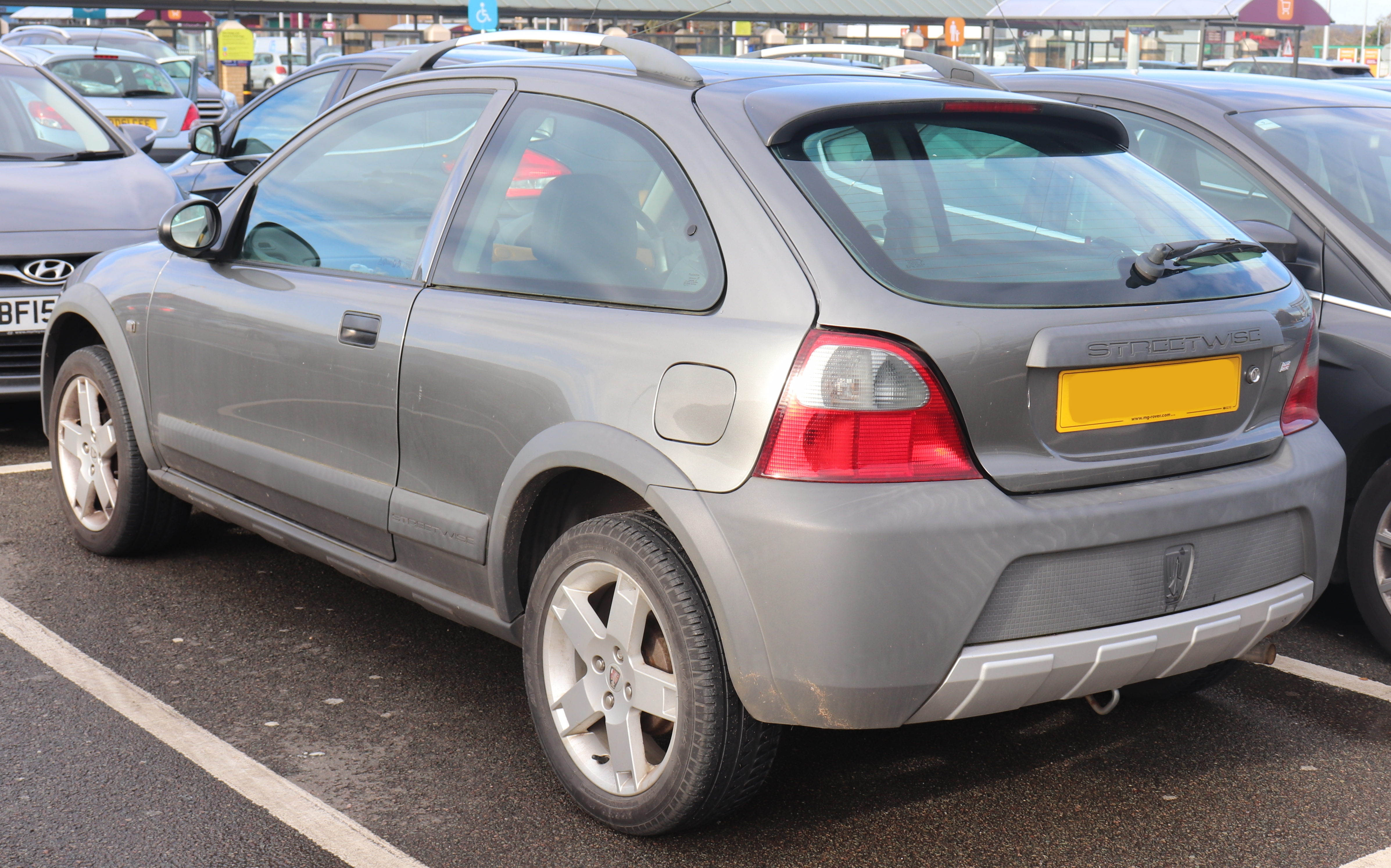
Vue arrière.

### Résumé de la Streetwise
- Fin 2003 : fabrication et présentation du modèle.
- Début 2004 : lancement de la commercialisation.
- Avril 2005 : arrêt définitif de la production.
- Octobre 2005 : arrêt définitif de la commercialisation.

| Générations                           | Production                 | Dérivés de chez Rover / MG | Modèles similaires   |
| ------------------------------------- | -------------------------- | -------------------------- | -------------------- |
| Rover Streetwise (Fin 2003 - 04/2005) | Environ 15 000 exemplaires | Rover 25 ; MG motor MG3 I  | Citroën C3 XTR ; ... |

## Les différentes versions

### Carrosseries

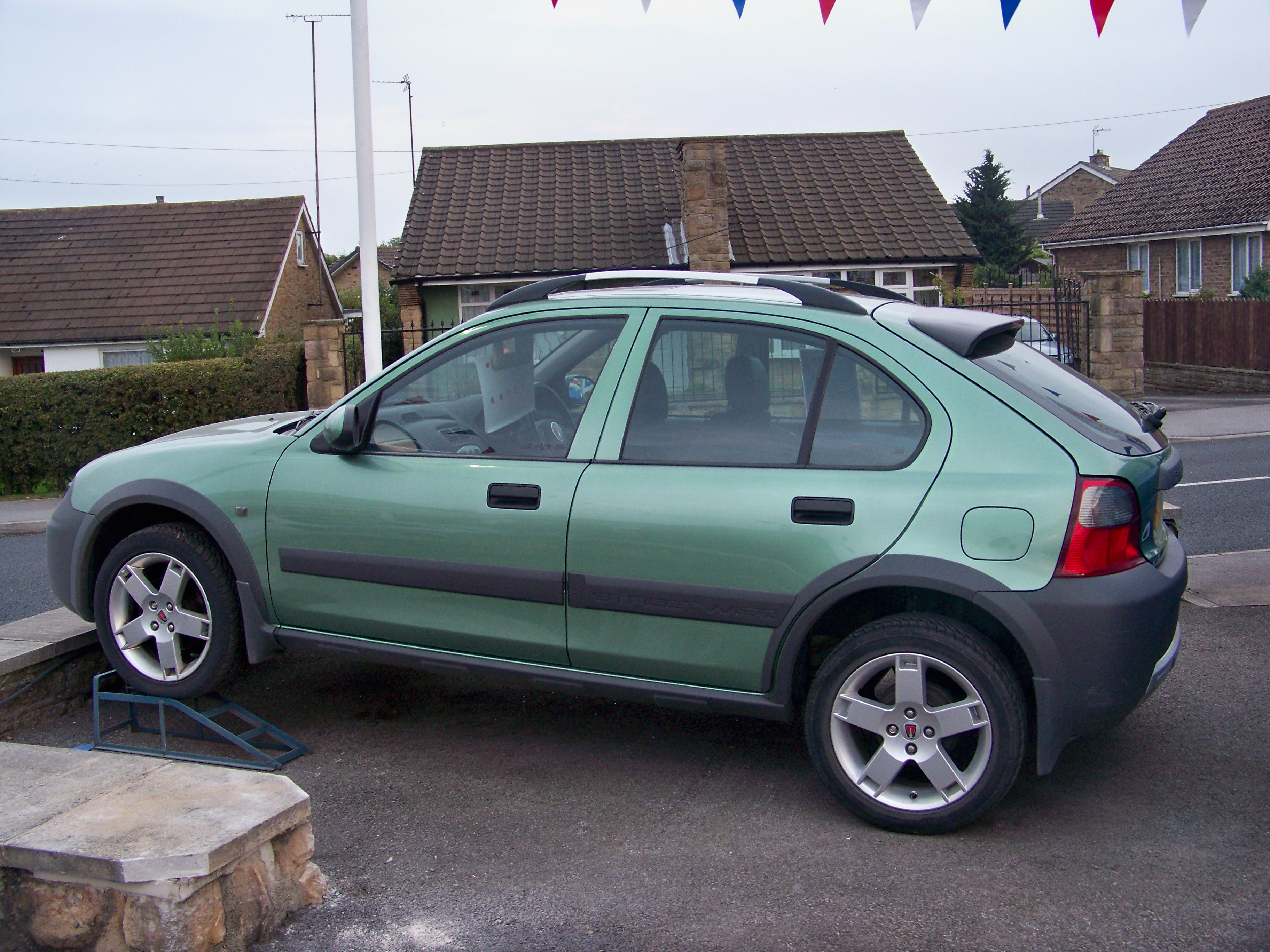
Rover Streetwise 5 portes.

#### Trois portes
- La version dites « 3 portes » possède deux portes latéral plus le hayon arrière.

#### Cinq portes
- La version dites « 5 portes » possède quatre portes latéral plus le hayon arrière.

Le deux versions font les mêmes tailles.

### Modèles de base
Streetwise 16v - 1.4 i ; Streetwise 16v - 1.6 i ; Streetwise 16v - 1.8 i ; Streetwise - 2.0 TD
- Voir : Motorisations.

### Finitions
La Streetwise est fidèlement calquée sur la 25. En 2004, on retrouve donc en France les finitions Base, Pack et Pack Luxe, et une sellerie cuir en option.
S
Cette finition comprend : ABS + EBD ; vitres électriques ; barres de toit ; sellerie noir Monaco ; sièges sport ; console centrale gris alu.

### Les séries spéciales

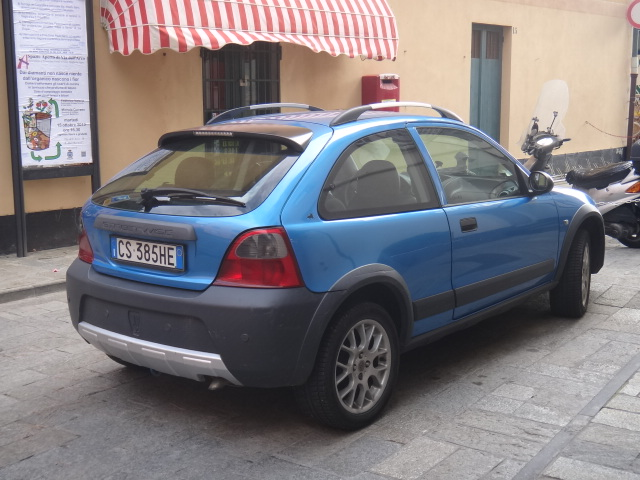
Une Streetwise 3 portes avec la peinture « Sonic Blue ».

Unique série limitée de la Streetwise, la Olympic L.E. célèbre la participation des athlètes britanniques aux Jeux olympiques 2004. Elle complète le modèle de base avec plusieurs équipements habituellement proposés en option. Cette version était disponible uniquement au Royaume-Uni en août 2004, limitée à 500 exemplaires en version 3 ou 5 portes avec une seule motorisation essence (1.4 i de 103 ch).
- Équipements extérieurs supplémentaires :
  - Peinture métallisée disponible « Sonic Blue » + Partie inférieure des boucliers et coquilles de rétroviseurs peintes couleur carrosserie + Jantes alliage 17 pouces à six branches avec pneus Pirelli 205/45 R17 + Logos "Team GB" + Phares anti-brouillard.
- Équipements intérieurs supplémentaires :
  - Autoradio avec lecteur CD MP3 + (en option : Climatisation + Toit ouvrant électrique + Airbag passager + Radar de parking + Vitres arrière électriques + Rétroviseurs électriques + Sellerie cuir "Sebring" + Volant et pommeau de levier de vitesse gainés cuir + Réglages en hauteur et en appui lombaire pour siège conducteur)

## Caractéristiques

### Dimensions

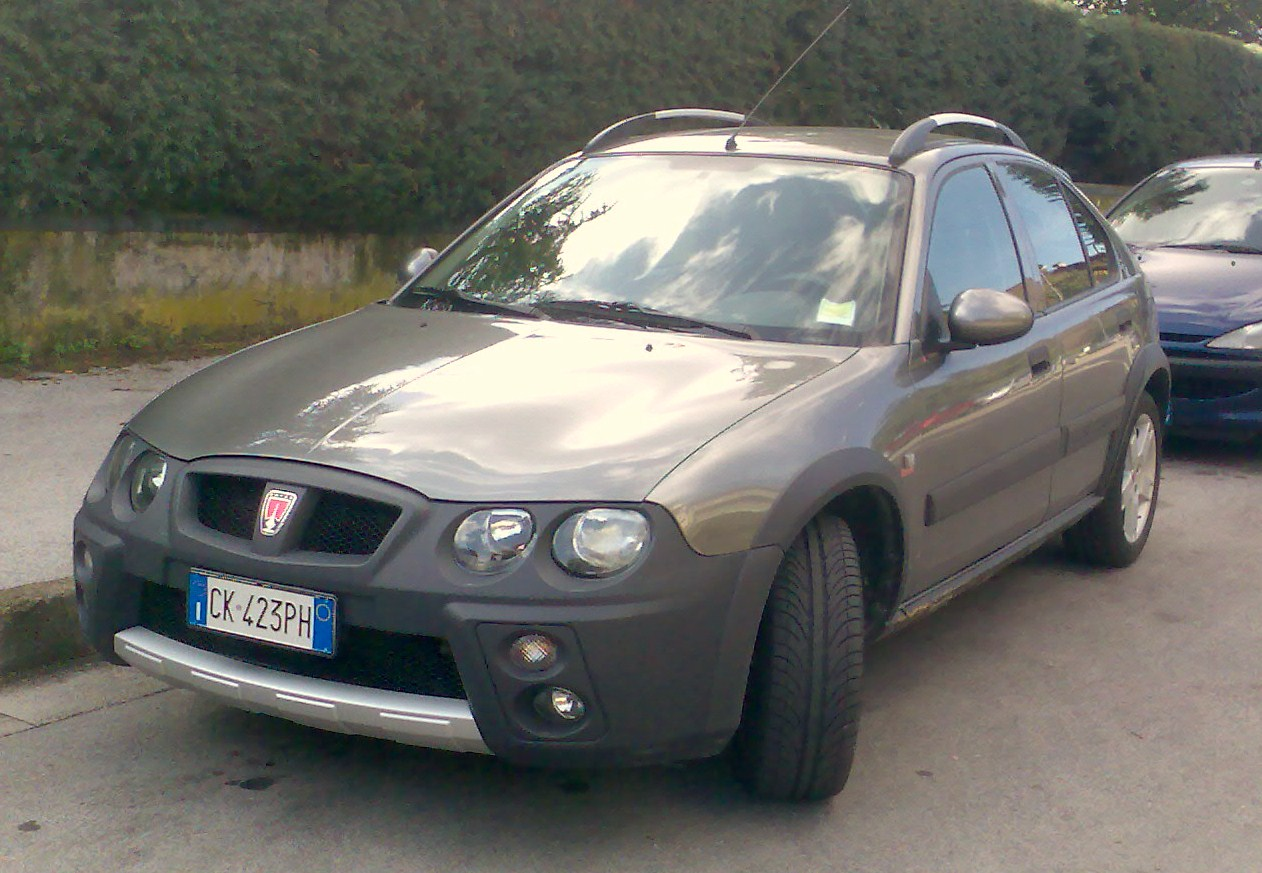
Rover Streetwise 2.0 TD.

|                             | Rover Streetwise |
| --------------------------- | ---------------- |
| Longueur                    | 3 990 mm         |
| Largeur (sans rétroviseurs) | 1 740 mm         |
| Hauteur                     | 1 500 mm         |
| Empattement                 | 2 510 mm         |
| Masse à vide                | 1 215 kg         |
| P.T.A.C.                    |                  |
| Coffre                      |                  |
| Rayon de braquage           |                  |
| Réservoir à combustible     | 50 l             |

### Chaîne cinématique

#### Moteurs

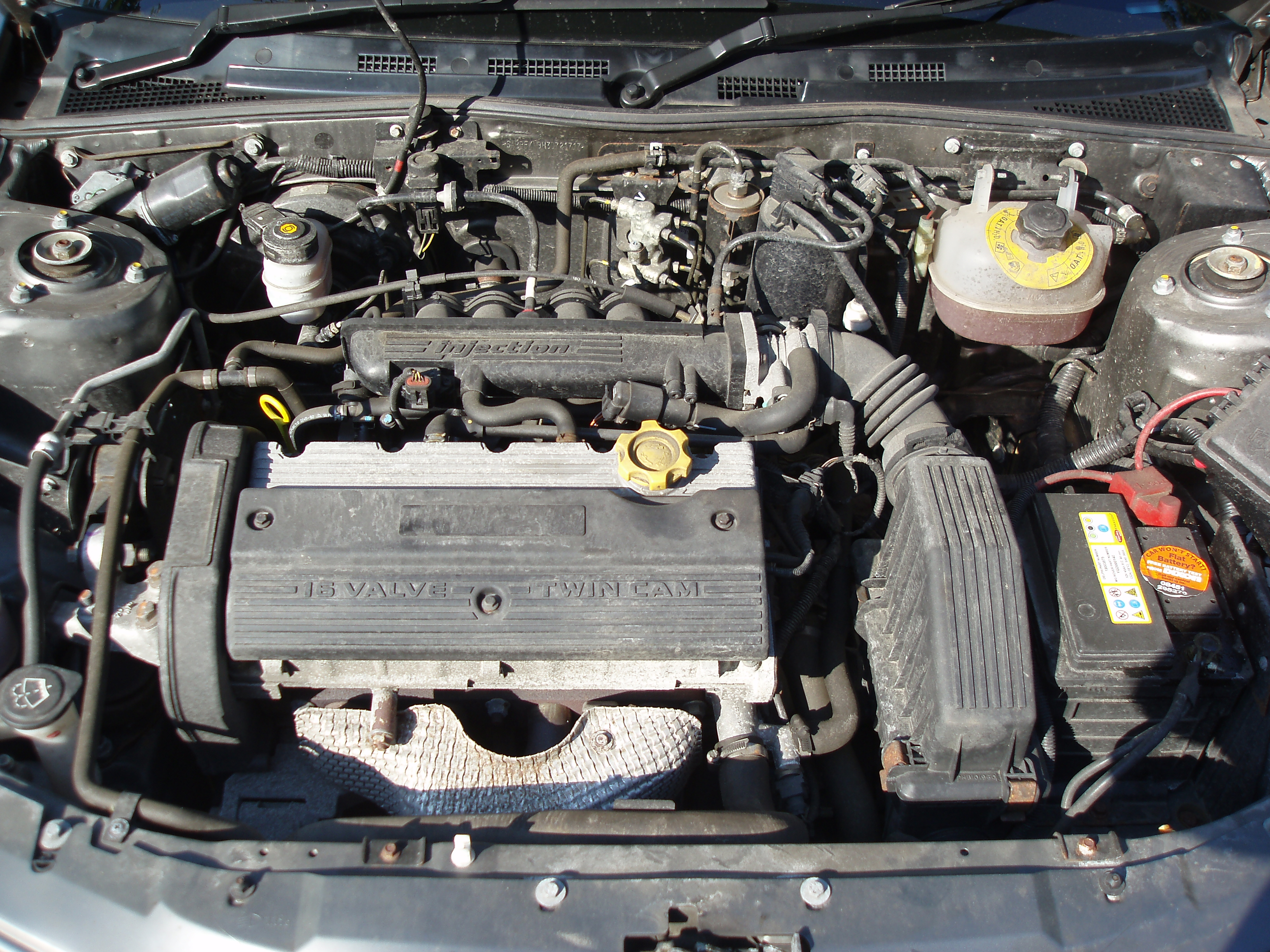
Moteur Rover Série-K.

Essence ou diesel avec les motorisations de la 25, allant de 75 à 115 ch. En dépit de ses apparences de petit 4x4, elle ne sera jamais dotée d'une transmission 4 roues motrices.
- Du côté des moteurs essence : 
  - le Rover Série-K quatre cylindres en ligne 16 soupapes à injection directe de 1,4 litre avec gestion électronique intégrale développant 84 et 103 ch.
  - le Rover Série-K quatre cylindres en ligne 16 soupapes à injection directe de 1,6 litre avec gestion électronique intégrale développant 110 ch.
  - le Rover Série-K quatre cylindres en ligne 16 soupapes à injection directe de 1,8 litre avec gestion électronique intégrale développant 117 ch.

Le moteur Série-K de chez Rover est en position transversale. Son alliage d'aluminium et de métal le rendent très léger : seulement 130 kg avec la boite de vitesses, ce qui donne un poids puissance très intéressant pour une petite voiture. L'entier du moteur est tenu par dix vis de 16 pouces de longueur qui tiennent et rigidifient le moteur ; grâce à cela, le vilebrequin peut supporter une grande pression.
- Du côté des moteurs diesel : 
  - le Rover Série-L quatre cylindres en ligne à injection directe à rampe commune de 2,0 litres avec turbocompresseur et intercooler développant 100 ch.

| Modèle                                       | Construction       | Moteur + Nom                           | Cylindrée         | Performance                   | Couple                 | 0 à 100 km/h | Vitesse maxi | Consommation + CO2    |
| Streetwise 16v - 1.4 i (boîte manuelle 5)    | Fin 2003 - 04/2005 | 4 cylindres en ligne 16s Rover Série-K | 1 396 cm3 (1,4 l) | 62 kW (84 ch) à 6 000 tr/min  | 112 N m à 4 500 tr/min | 11,8 s       | 169 km/h     | ... l/100 km 164 g/km |
| Streetwise 16v - 1.4 i (boîte manuelle 5)    | Fin 2003 - 04/2005 | 4 cylindres en ligne 16s Rover Série-K | 1 396 cm3 (1,4 l) | 76 kW (103 ch) à 6 000 tr/min | 123 N m à 4 500 tr/min | 10,2 s       | 180 km/h     | . 164 g/km            |
| Streetwise 16v - 1.6 i (boîte manuelle 5)    | Fin 2003 - 04/2005 | 4 cylindres en ligne 16s Rover Série-K | 1 588 cm3 (1,6 l) | 81 kW (110 ch) à 6 000 tr/min | 141 N m à 4 500 tr/min | 9,3 s        | 190 km/h     | . 179 g/km            |
| Streetwise 16v - 1.8 i (boîte automatique 6) | Fin 2003 - 04/2005 | 4 cylindres en ligne 16s Rover Série-K | 1 796 cm3 (1,8 l) | 86 kW (117 ch) à 5 500 tr/min | 163 N m à 3 000 tr/min | 9,5 s        | 185 km/h     | 8,0 l/100 km 194 g/km |

| Modèle                                 | Construction       | Moteur + Nom                       | Cylindrée         | Performance                   | Couple                 | 0 à 100 km/h | Vitesse maxi | Consommation + CO2    |
| Streetwise - 2.0 TD (boîte manuelle 5) | Fin 2003 - 04/2005 | 4 cylindres en ligne Rover Série-L | 1 994 cm3 (2,0 l) | 74 kW (100 ch) à 4 200 tr/min | 245 N m à 2 000 tr/min | 9,9 s        | 182 km/h     | ... l/100 km 150 g/km |

#### Boîte de vitesses
La Streetwise est équipée d'une boîte de vitesses manuelle à cinq rapports et une automatique de type Stepspeed à six rapports.

### Carrosserie

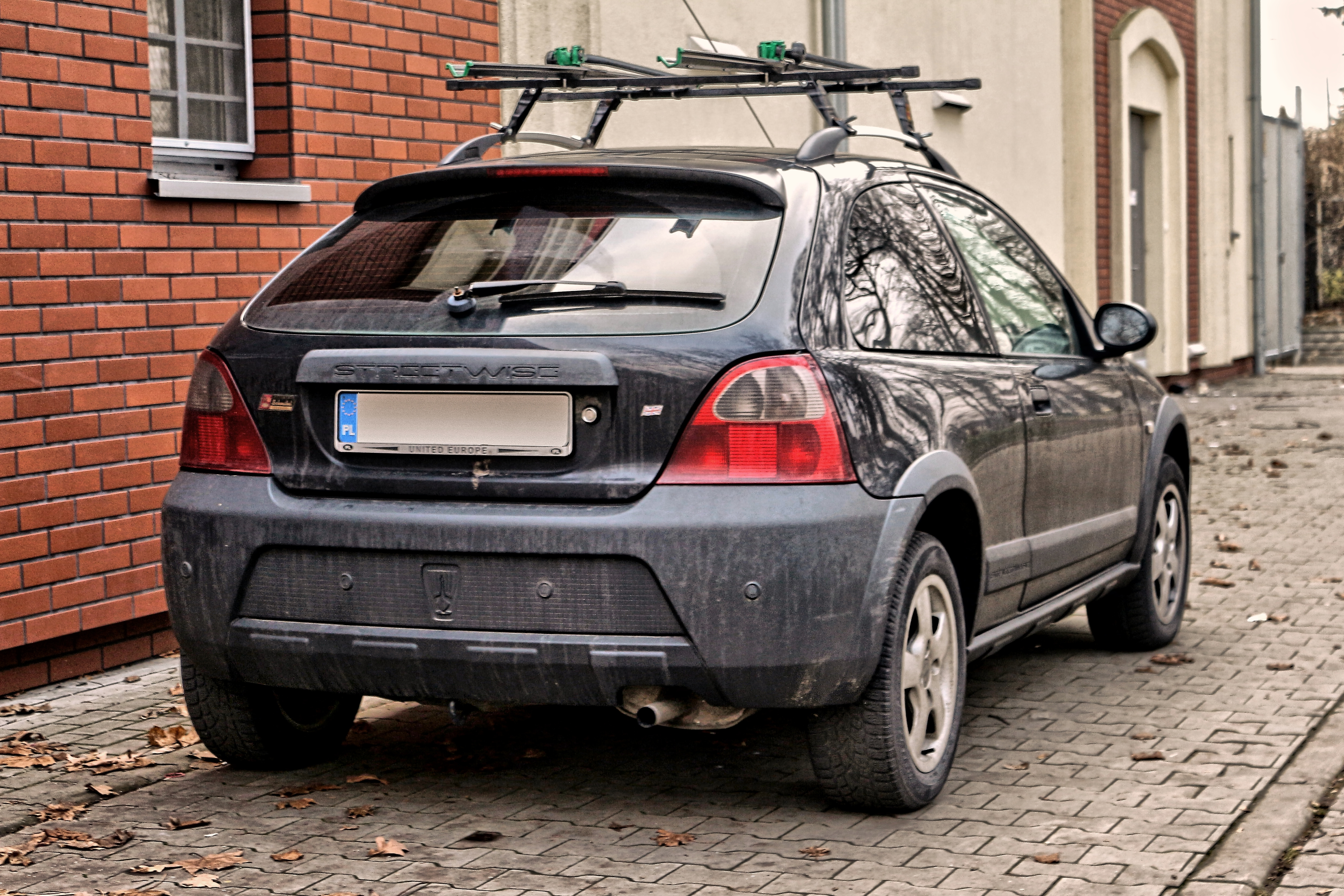
L'arrière de la Streetwise.

Esthétiquement, elle reprend la face avant de la Rover 25, avec les optiques ronds à l'avant, à l'exception des boucliers avant et arrière, plus enveloppants et non peints (on retrouve cette particularité esthétique sur les variantes "baroudeur" d'autres véhicules, comme la Citroen C3 XTR apparue à la même époque). Elle peut être munie d'un pare-buffle. À l'avant, un sabot de protection prend place sous le moteur. L'arrière est fidèle à celui des premières 25 (et donc des « 200 » de 1996). La plaque d'immatriculation est donc située sur le hayon, et non sur le pare-chocs comme pour la 25. Les feux arrière reçoivent une grille de protection, toujours dans le but de dégager un style « baroudeur ». Elle reçoit des jantes en alliage à 5 branches. Les deux barres de toit, les ailes élargies et la garde au sol augmentée de 28 mm donnent à la Streetwise un air de réelle nouveauté, qui a participé à son relatif succès.